# Kert Kingo
Kert Kingo (ur. 5 marca 1968 w Tartu) – estońska polityk, deputowana, w 2019 minister handlu zagranicznego i technologii informacyjnych.

## Życiorys
Absolwentka Tallinna Majanduskool z 2001. Pracowała w dziale kredytowym przedsiębiorstwa kontrolowanego przez SEB, policyjnej agencji rządowej Politsei- ja Piirivalveamet oraz rządowej radzie do spraw podatków i ceł (Maksu- ja Tolliamet).
Wstąpiła do Estońskiej Konserwatywnej Partii Ludowej, obejmowała kierownicze funkcje w jej strukturach lokalnych. W wyborach parlamentarnych w 2019 uzyskała mandat posłanki do Riigikogu. Z powodzeniem ubiegała się o reelekcję w 2023.
W maju 2019 objęła stanowisko ministra handlu zagranicznego i technologii informacyjnych w drugim rządzie Jüriego Ratasa. Zastąpiła Martiego Kuusika, który ustąpił w atmosferze skandalu dzień po nominacji. Zakończyła urzędowanie w październiku 2019. Podała się do dymisji po kontrowersjach związanych z zatrudnieniem jednego z doradców.